# Napomyza nigritula
Napomyza nigritula este o specie de muște din genul Napomyza, familia Agromyzidae. A fost descrisă pentru prima dată de Zetterstedt în anul 1838. Conform Catalogue of Life specia Napomyza nigritula nu are subspecii cunoscute.